# Aartsbisdom Valencia en Venezuela
Het aartsbisdom Valencia en Venezuela (Latijn: Archidioecesis Valentina in Venetiola) is een rooms-katholiek aartsbisdom met als zetel Valencia, in Venezuela. De aartsbisschop van Valencia en Venezuela is metropoliet van de kerkprovincie Valencia en Venezuela, waartoe ook de volgende suffragane bisdommen behoren:
- Maracay
- Puerto Cabello
- San Carlos de Venezuela

## Geschiedenis
Het aartsbisdom werd opgericht op 12 oktober 1922, als het bisdom Valencia en Venezuela, uit delen van het aartsbisdom Caracas, en was suffragaan aan het aartsbisdom Caracas. Op 12 november 1974 werd het verheven tot metropolitaan aartsbisdom. 

## Parochies
Het aartsbisdom had in 2020 een oppervlakte van 3.921 km2 en telde 2.435.200 inwoners waarvan 89,4% rooms-katholiek was.

## Ordinarii

### Bisschoppen
- Francisco Antonio Granadillo (22 juni 1923 - 13 januari 1927)
- Salvador (Bernardo) Montes de Oca (20 juni 1927 - 22 december 1934)
- Gregorio Adam Dalmau (29 augustus 1937 - 12 juli 1961)
- José Alí Lebrún Moratinos (19 maart 1962 - 21 september 1972)

### Aartsbisschoppen
- Luis Eduardo Henríquez Jiménez (9 november 1972 - 16 maart 1990)
  - José Joaquín Troconis Montiel (hulpbisschop: 18 november 1977 - 1986)
  - Nelson Antonio Martinez Rust (hulpbisschop: 8 januari 1982 - 29 februari 1992)
- Jorge Liberato Urosa Savino (16 maart 1990 - 19 september 2005; kardinaal in 2006)
  - José Sótero Valero Ruz (hulpbisschop: 9 mei 1998 - 19 maart 2001)
- Reinaldo del Prette Lissot (10 april 2007 - 21 november 2022; hulpbisschop 24 december 1993 - 24 april 1997)
  - Saúl Figueroa Albornoz (apostolisch administrator: 23 november 2022 - heden)
- sedisvacatie

Valencia en Venezuela (aartsbisdom) · Maracay · Puerto Cabello · San Carlos de Venezuela